# Bo Nilsson (politiker)
Bo Lennarth Nilsson, född 14 november 1940 i Landskrona, död där 19 juli 2006, var en svensk socialdemokratisk politiker, som mellan 1982 och 1998 var riksdagsledamot för Malmöhus läns norra valkrets.